# صموئيل كوان
صموئيل كوان (بالإنجليزية: Samuel Cowan) هو قائد عسكري بريطاني، ولد في 9 أكتوبر 1941.